# 加藤貞顕
加藤 貞顕（かとう さだあき、1973年 - ）は、日本の編集者、実業家。note株式会社代表取締役CEO。（2020年4月7日 株式会社ピースオブケイクより社名変更）

## 略歴
新潟県新潟市生まれ。1997年、横浜市立大学商学部経済学科卒業。2000年、大阪大学大学院経済学研究科博士前期課程修了。同年、アスキーに入社し雑誌編集を担当、2005年にダイヤモンド社に入社し、単行本の編集や電子書籍の開発などに携わる。
『英語耳』（松澤喜好）、『投資信託にだまされるな！』（竹川美奈子）、『なぜ投資のプロはサルに負けるのか?』（藤沢数希）、『スタバではグランデを買え! ―価格と生活の経済学』（吉本佳生）、累計発行部数は280万部を記録した『もし高校野球の女子マネージャーがドラッカーの「マネジメント」を読んだら』（岩崎夏海）、『マイ・ドリーム バラク・オバマ自伝』（バラク・オバマ）、『評価経済社会』（岡田斗司夫）など、ベストセラーを多数手がける。
2011年株式会社ピースオブケイクを設立。『ゼロ』（堀江貴文）、『ニコニコ哲学 川上量生の胸のうち』（川上量生）などを担当編集しつつ、2012年コンテンツ配信サイト・cakes（ケイクス）をリリース、2014年クリエイターとユーザーをつなぐウェブサービス・note（ノート）をリリース。

## エピソード
- 大学院で経済学を専攻していたが、当時はLinuxばかりいじっていた[5]。本が好きということもあって、コンピュータとテクノロジが融合したような分野で本を出していたアスキーという出版社に就職した[5]。
- 2010年、KindleやiPadが発売される前に『もしドラ』を電子書籍化し発売。当時App Storeで売り上げ総合1位を獲得した[4]。
- 将棋を愛好しており、2013年、第71期名人戦・第1局の観戦記を執筆した[6]。